# Osvaldo Tordi

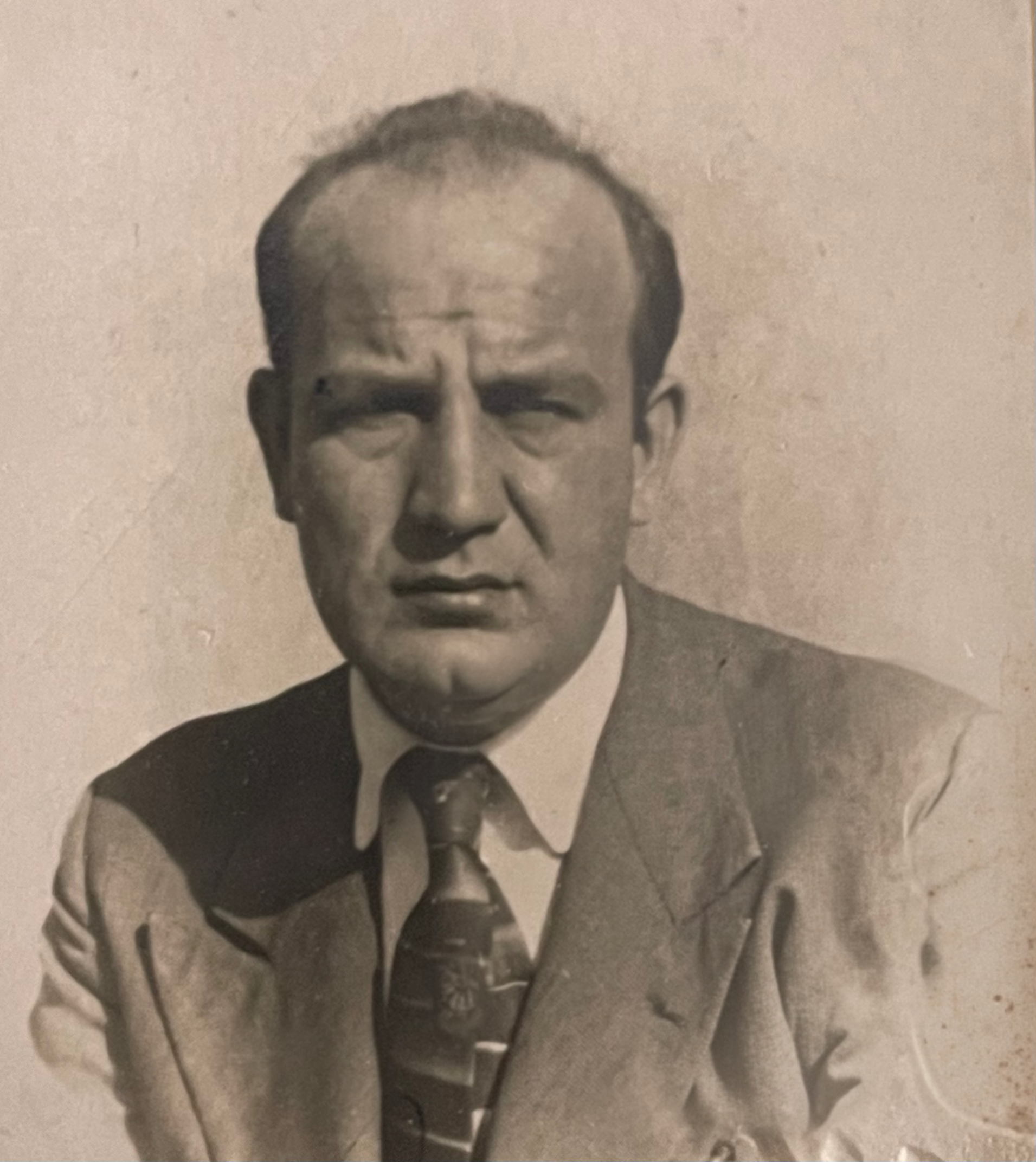
Il pittore Osvaldo Tordi in una fototessera impiegata nel suo documento d'identità, rilasciato dal comune di Firenze il 18 settembre 1943

Osvaldo Tordi (Firenze, 4 luglio 1914 – Firenze, 21 settembre 1949) è stato un pittore italiano.

## Biografia
Osvaldo Federico Tordi nacque a Firenze il 4 luglio 1914, primogenito di Giuseppe Tordi e Lina Corsi, residenti in un appartamento della fiorentina via Circondaria 55. Qui passò gli anni dell'infanzia con la secondogenita, Maria Tordi (1922-2003).
Dal gennaio 1943 fu tenente di fanteria nel quattordicesimo regimento costiero di Follonica (al comando del tenente colonnello Ugo Calvi) e nel centoventisettesimo regimento di fanteria di Firenze (al comando del tenente colonnello Maria Aramini). Prima del congedo definitivo, accordatogli il 31 agosto 1944, Tordi visse per qualche tempo anche a Boves, presso la quale, in una dichiarazione d'identità personale, affermava di essere impiegato come professore universitario dell'Accademia delle Belle Arti di Firenze. Si dette all'attività artistica nel 1946, al rientro dalla guerra.
Osvaldo Tordi non si sposò e mai ebbe figli: nel 1949 si ammalò, morendo all'età di trentacinque anni, solo tre anni dopo il suo debutto sulla scena artistica fiorentina. La sua produzione, giunta in possesso della sorella Maria Tordi, venne alla sua morte ereditata dai Corsi, ramo materno della famiglia d'origine, delle cui collezioni private ancor oggi gran parte dei quadri del Tordi fa parte.

## Attività artistica e opere
Secondo il critico Leone Piccioni:
(Leone Piccioni, Osvaldo Tordi, in Alfabeto - Quindicinale di Arti, Scienze e Lettere, 15-30 settembre 1946)

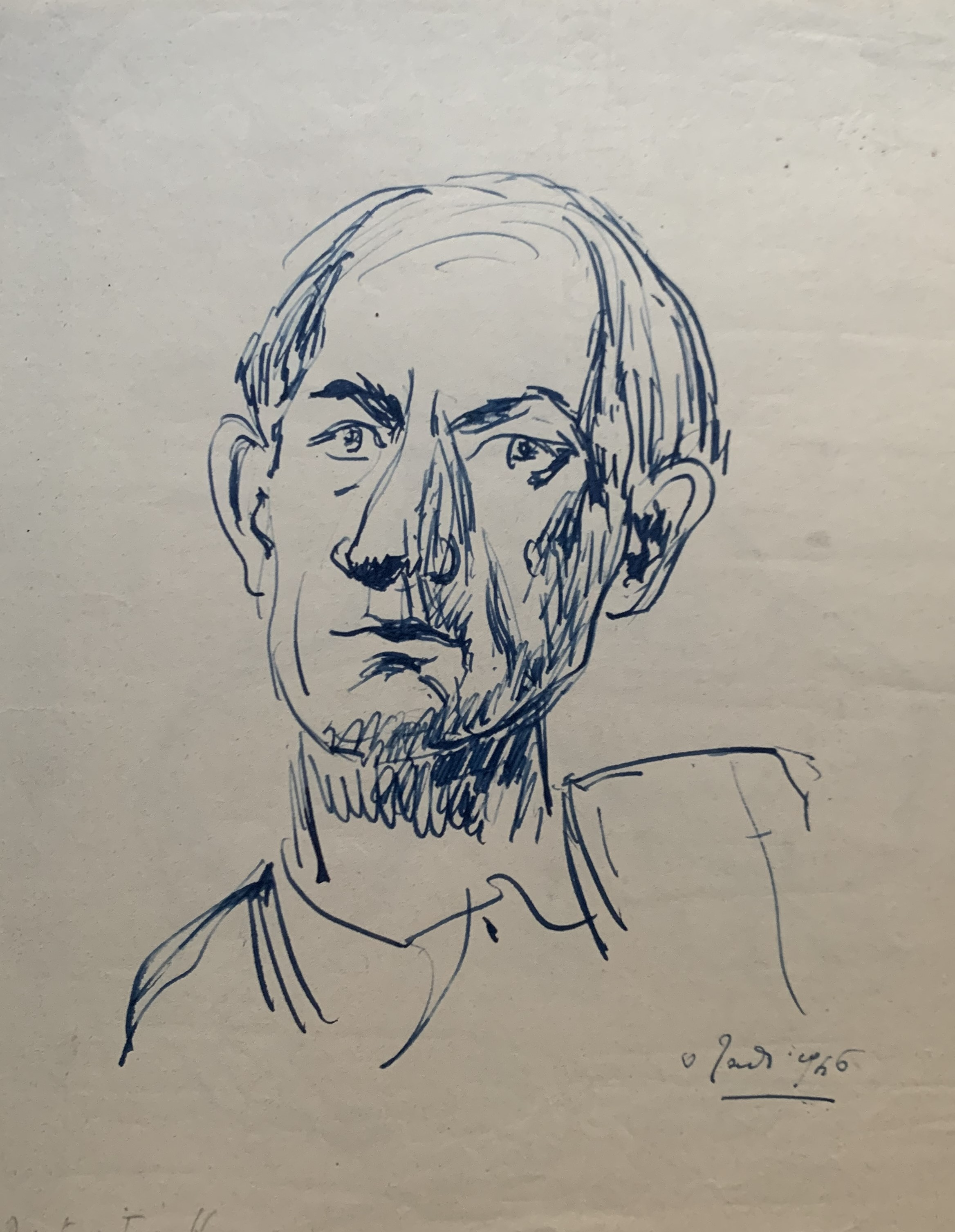
Autoritratto ad inchiostro blu del pittore Osvaldo Tordi datato al 1946

Tordi si affacciò al mondo dell'arte all'età di trentadue anni, nel 1946, con una mostra personale di quadri e disegni alla galleria La Porta di Firenze, presso la quale, ancora nel 1946, esposero anche i colleghi e amici fiorentini Vinicio Berti e Bruno Brunetti. Tra le opere esposte figuravano "Bellariva di sera", "Fiori", "Le Cascine", "Chianni", "Canestro giallo" e anche due studi del pittore Enzo Faraoni, la "Testa di donna" e "L'oliveto". In questa occasione, il pittore si mostrava evidentemente appassionato all'opera della giovane scuola espressionista francese (da Cézanne a Matisse a Degas), da cui si sarebbe però allontanato nel tempo: 
(Prisma, mensile cultura e arte, 30 dicembre 1946)

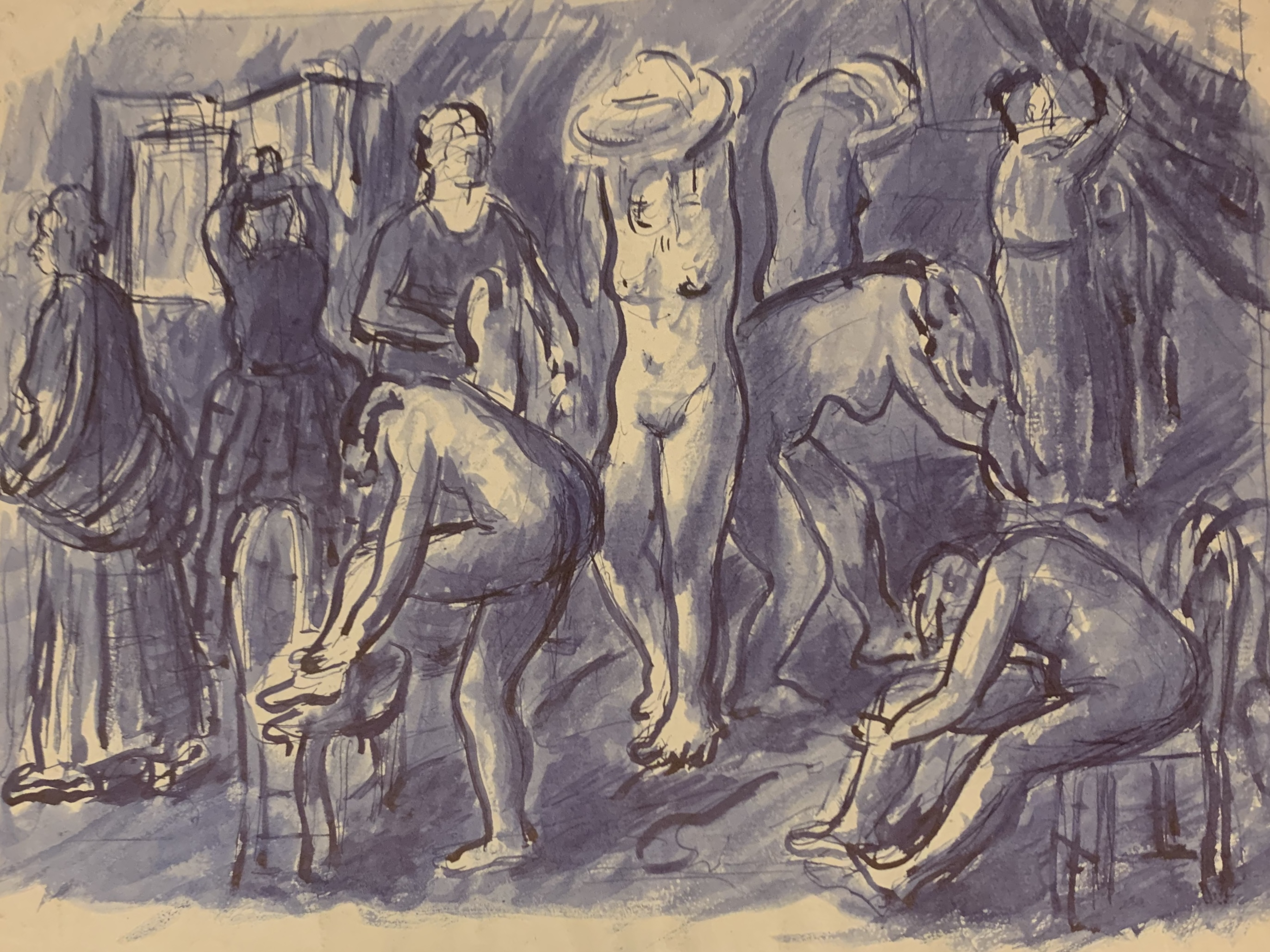
Disegno ad inchiostro e acquerello blu di Osvaldo Tordi (circa 1946)

Dopo la prima esperienza espositiva, Tordi tornò a presentare i suoi lavori in occasione di una mostra di gruppo alla galleria San Bernardo di Roma, nel marzo del 1947. Con lui alla San Bernardo, altri tre pittori fiorentini: Silvano Bozzolini, Enzo Faraoni e Renzo Grazzini. Tutti e quattro i giovani artisti, influenzati dalla corrente europea di avanguardia e impegnati nello sforzo di sottrarsi ad una pittura segnata da provincialismo o regionalismo, sottoponevano al pubblico romano opere di tendenza espressionistica, sebbene Tordi già si presentasse più vicino al cubismo, ma anche soggetto, nei fiori e nelle figure, alla tecnica di Sante Monachesi e Renato Guttuso.
Nello stesso anno prese vita il quindicinale di cultura Posizioni, nato con lo scopo di mobilitare e unire le forze culturali veramente nuove che Firenze era in grado di offrire alla ripresa della cultura italiana, e del cui comitato di redazione fecero parte, oltre il Tordi, anche Silvano Bozzolini, Enzo Faraoni, Renzo Grazzini, Adriano Seroni, Alfiero Cappellini e Bruno Schacherl.
Ancora nella primavera del 1947, nei locali della Galleria Firenze, venne organizzata Contenuto e Forma, la prima mostra del nuovo gruppo letterario e artistico Arte d'Oggi, legato all'omonima rivista, e formato da artisti di varia formazione e provenienza. Qui espose il Tordi, così come alla seconda mostra (1948) dello stesso circolo, dedicata ad una rassegna di pittura e scultura italo-francese e di nuovo ospitata dalla Galleria Firenze.
Al 1948 risalgono un'esposizione personale a Terni e altre due mostre collettive: una a Empoli, una a Firenze, presso la galleria Il Fiore, alla quale il Tordi presentò un "Ritratto di giovane", caratterizzato da un vivace modernismo:
(Il gruppo di "Posizione" al "Fiore", L'Unità, sezione Mostre, 2 aprile 1948)

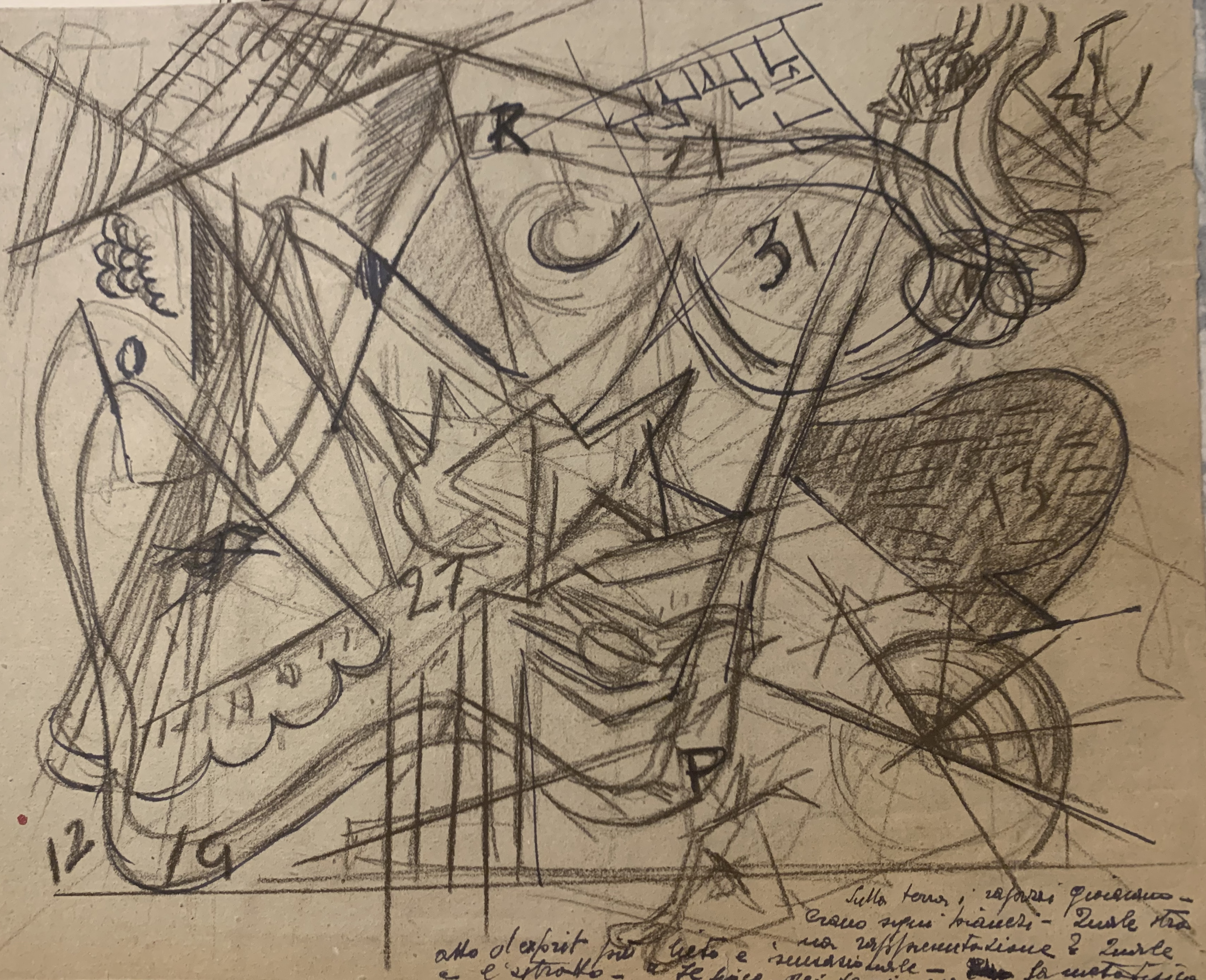
Un disegno di tendenza cubista e astrattista del pittore Osvaldo Tordi

Osvaldo Tordi partecipò anche a qualche esposizione ufficiale: alla Rassegna Nazionale delle Arti Figurative (Quadriennale di Roma) nel 1948, a una mostra di giovani artisti a Losanna nello stesso anno, e alla rassegna d'arte italiana in Cecoslovacchia nel 1949. Si dedicò anche alla pratica dell'incisione.
Così lo ricordava, a un giorno dalla scomparsa, l'amico e collega Vinicio Berti:
(Vinicio Berti, La morte del pittore Osvaldo Tordi - Addio a un amico, testata sconosciuta - fonte originale costituita da ritagli di giornale interamente dedicati alla morte del pittore-, 20 settembre 1949)

## Mostre dopo la morte dell'artista

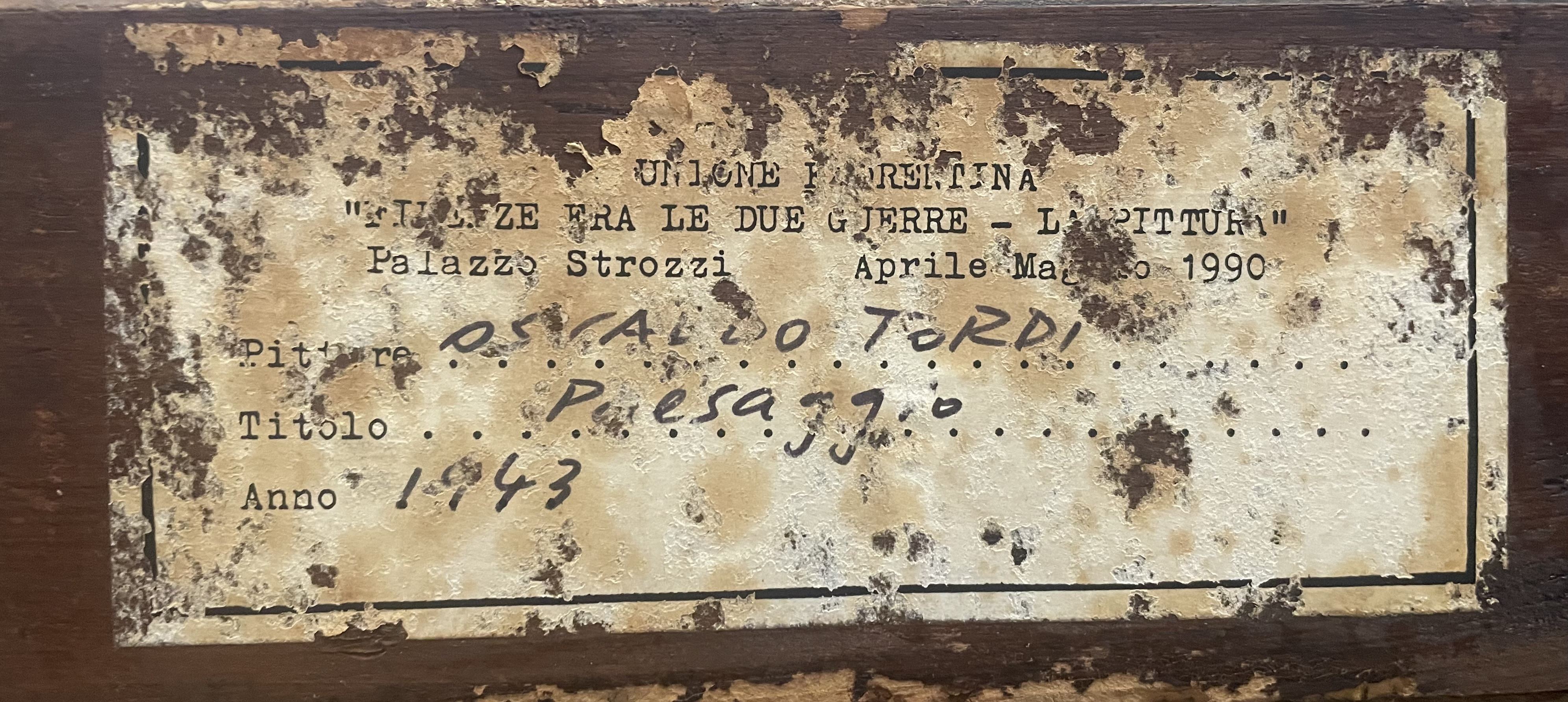
Targhetta apposta sul retro dell'opera "Paesaggio" di Osvaldo Tordi in occasione della mostra "Firenze tra le due guerre - la pittura", organizzata presso Palazzo Strozzi nel 1990

A seguito della prematura morte di Osvaldo Tordi, in due sole occasioni le opere dell'artista furono nuovamente esposte per il pubblico.
La prima tra l'aprile e il maggio del 1990, quando l'Unione Fiorentina organizzò una mostra dal titolo Firenze tra le due guerre - la pittura presso Palazzo Strozzi. Qui, del Tordi venne esposto un dipinto con cornice originale dal titolo "Paesaggio", anche noto con il nome "La famiglia", e databile al 1943. Un'altra, a cura di Simonella Condemi e dal titolo Recenti acquisizioni novecentesche per la Galleria d'Arte Moderna, vide la luce in occasione di Ottocento e Novecento. Acquisizioni recenti e opere dai depositi, una serie di mostre inaugurate nel 2003 alla Galleria d'Arte Moderna, all'ultimo piano di Palazzo Pitti. Oltre ad una "Natura morta" di Osvaldo Tordi, spiccava tra i quadri scelti per l'esposizione anche una "Composizione astratta" dell'amico fiorentino Vinicio Berti.